# ChatZilla
ChatZilla é um cliente de IRC para os navegadores Mozilla escrito em XUL e JavaScript.
Ele é feito para rodar em qualquer plataforma que o Mozilla roda como o Mac OS X, Linux, Microsoft Windows, Solaris, IRIX, BeOS, HP-UX, OS/2, e BSD. Atualmente, suporta a maioria dos recursos que os outros clientes de IRC suportam. As mensagens são estilizadas usando Cascading Style Sheets, o que significa que o estilo do cliente pode ser facilmente modificado, incluindo um que coloca fotografias ao lado dos nomes de usuários que falam no canal. Recursos como DCC, que permite que usuários transfiram arquivos entre si, são suportados.
O ChatZilla vem atualmente incluso com o Mozilla Application Suite assim como também está disponível para o Mozilla Firefox como uma extensão opcional. Ele também terá uma versão rodando independentemente que rodará no XULRunner, que ainda está em desenvolvimento.